# Liste de compositeurs ayant écrit des symphonies
| Compositeur                          | Nombre de symphonies | Siècle d'activité principale |
| ------------------------------------ | --- | ---------------------------- |
| Komei Abe                            | 2 | XXe siècle                   |
| Johann Joseph Abert                  | 7 | XIXe siècle                  |
| Jean Absil                           | 5 | XXe siècle                   |
| Samuel Adler                         | 6 | XXe siècle                   |
| Kalevi Aho                           | 17 | XXe siècle                   |
| Necil Kazım Akses                    | 6 | XXe siècle                   |
| Yasushi Akutagawa                    | 3 (la première numérotée) | XXe siècle                   |
| Stephen Albert                       | 2 | XXe siècle                   |
| Tomaso Albinoni                      | 6 | XVIIe siècle                 |
| Helmer Alexandersson                 | 2 | XXe siècle                   |
| Franco Alfano                        | 2 | XXe siècle                   |
| Hugo Alfvén                          | 5 | XXe siècle                   |
| William Alwyn                        | 5 | XXe siècle                   |
| Alfred Andersen-Wingar               | 4 | XIXe siècle/XXe siècle       |
| Hendrik Andriessen                   | 4 | XXe siècle                   |
| George Antheil                       | 8, dont 6 numérotées | XXe siècle                   |
| Emin Aristakesyan                    | 5 | XXe siècle                   |
| Gheorghi Arnaoudov                   | 2 | XXe siècle                   |
| Richard Arnell                       | 7 | XXe siècle                   |
| Blaž Arnič                           | 9 | XXe siècle                   |
| Malcolm Arnold                       | 9 | XXe siècle                   |
| Daniel Asia                          | 5 | XXe siècle                   |
| Franz Aspelmayr                      | 41 | XVIIIe siècle                |
| Kurt Atterberg                       | 9 | XXe siècle                   |
| Tony Aubin                           | 2 | XXe siècle                   |
| Aaron Avshalomov                     | 2 | XXe siècle                   |
| Jacob Avshalomov                     | 2 | XXe siècle                   |
| Vytautas Bacevičius                  | 6 | XXe siècle                   |
| Grażyna Bacewicz                     | 4 | XXe siècle                   |
| Carl Philipp Emanuel Bach            | une cinquantaine | XVIIIe siècle                |
| Johann Christian Bach                | 91 | XVIIIe siècle                |
| Nicolas Bacri                        | 6 | XXe siècle/XXIe siècle       |
| Henk Badings                         | 15 (la première retirée et révisée en tant que dixième)                                                                      | XXe siècle                   |
| Carlos Baguer                        | 19 | XVIIIe siècle                |
| Judith Bailey                        | 3 | XXe siècle/XXIe siècle       |
| Edgar Bainton                        | 4, dont 3 numérotées. | XXe siècle                   |
| Tadeusz Baird                        | 3 | XXe siècle                   |
| Feliksas Bajoras                     | 6, dont 4 numérotées. | XXe siècle/XXIe siècle       |
| Leonardo Balada                      | 6 | XXe siècle/XXIe siècle       |
| Osvaldas Balakauskas                 | 5 | XXe siècle/XXIe siècle       |
| Mili Balakirev                       | 2 | XIXe siècle                  |
| Granville Bantock                    | 4 | XXe siècle                   |
| Samuel Barber                        | 2 (la deuxième retirée) | XXe siècle                   |
| Vytautas Barkauskas                  | 7 | XXe siècle/XXIe siècle       |
| Lubor Bárta                          | 3 | XXe siècle                   |
| Justinas Bašinskas                   | 5 (non numérotées) | XXe siècle                   |
| Arnold Bax                           | 8, dont 7 numérotées. | XXe siècle                   |
| Irwin Bazelon                        | 9 | XXe siècle                   |
| Sally Beamish                        | 2 | XXIe siècle                  |
| Franz Beck                           | 24 | XVIIIe siècle                |
| Ludwig van Beethoven                 | 9, plus l'esquisse d'une 10e.                                                                                                | XIXe siècle                  |
| Sadao Bekku                          | 5 | XXe siècle                   |
| Vincenzo Bellini                     | 8 | XIXe siècle                  |
| Paul Ben-Haim                        | 2 | XXe siècle                   |
| Jiří Antonín Benda                   | une trentaine | XVIIIe siècle                |
| Victor Bendix                        | 4 | XIXe siècle/XXe siècle       |
| Robert Russell Bennett               | 8 (une seule numérotée) | XXe siècle                   |
| Jørgen Bentzon                       | 2 | XIXe siècle/XXe siècle       |
| Niels Viggo Bentzon                  | 24 | XXe siècle                   |
| Natanael Berg                        | 6 | XXe siècle                   |
| William Bergsma                      | 2 | XXe siècle                   |
| Sergey Berinsky                      | 5 | XXe siècle                   |
| Lennox Berkeley                      | 4 | XXe siècle                   |
| Hector Berlioz                       | 4 | XIXe siècle                  |
| Andrea Bernasconi                    | 22 | XVIIIe siècle                |
| Leonard Bernstein                    | 3 | XXe siècle                   |
| Franz Berwald                        | 4 | XIXe siècle                  |
| Bruno Bettinelli                     | 7 | XXe siècle                   |
| John Biggs                           | 2 | XXe siècle                   |
| Herman Bischoff                      | 2? | XIXe siècle                  |
| Georges Bizet                        | 2, dont une de jeunesse retrouvée au XXe siècle.                                                                             | XIXe siècle                  |
| Ernest Bloch                         | 3 (non numérotées) | XXe siècle                   |
| Karl-Birger Blomdahl                 | 3 | XXe siècle                   |
| Luigi Boccherini                     | une quarantaine | XVIIIe siècle                |
| Seóirse Bodley                       | 5 (+ 2 symphonies de chambre et une sinfonietta)                                                                             | XXe siècle                   |
| Rotislav Boiko                       | 4 | XXe siècle                   |
| William Bolcom                       | 8 | XXe siècle/XXIe siècle       |
| Hjalmar Borgstrøm                    | 2 | XIXe siècle/XXe siècle       |
| Pavel Bořkovec                       | 3 | XXe siècle                   |
| Alexandre Borodine                   | 3 | XIXe siècle                  |
| Hakon Børresen                       | 3 | XXe siècle                   |
| Sergueï Bortkiewicz                  | 2 | XIXe siècle/XXe siècle       |
| Daniel Börtz                         | 12 | XXe siècle                   |
| Rutland Boughton                     | 3 | XXe siècle                   |
| Yvon Bourrel                         | 3 | XXe siècle/XXIe siècle       |
| Youri Boutsko                        | 6 | XXe siècle/XXIe siècle       |
| York Bowen                           | 2 | XXe siècle                   |
| William Boyce                        | 8 | XVIIIe siècle                |
| Philip Bračanin                      | 4 | XXe siècle/XXIe siècle       |
| Edvard Fliflet Braein                | 3 | XXe siècle                   |
| Joly Braga Santos                    | 6 | XXe siècle                   |
| Johannes Brahms                      | 4 | XIXe siècle                  |
| Glenn Branca                         | 14 | XXe siècle                   |
| Erling Brene                         | 3 | XXe siècle                   |
| Tomás Bretón                         | 130 | XIXe siècle/XXe siècle       |
| Havergal Brian                       | 32 | XXe siècle                   |
| Antonio Brioschi                     | au moins 26 | XVIIIe siècle                |
| Benjamin Britten                     | 4, dont une symphonie concertante                                                                                            | XXe siècle                   |
| Brenton Broadstock                   | 6 | XXe siècle/XXIe siècle       |
| Salvador Brotons i Soler             | 5 | XXe siècle/XXIe siècle       |
| Charles Brown                        | 4 | XXe siècle                   |
| Max Bruch                            | 3 | XIXe siècle                  |
| Anton Bruckner                       | 11, dont 9 numérotées et la dernière inachevée.                                                                              | XIXe siècle                  |
| Gaetano Brunetti                     | 36 au moins | XVIIIe siècle                |
| Elisabetta Brusa                     | 2 | XXe siècle/XXIe siècle       |
| Bjarne Brustad                       | 9 | XXe siècle                   |
| Gunnar Bucht                         | 16 | XXe siècle                   |
| Alan Bush                            | 4 | XXe siècle                   |
| Geoffrey Bush                        | 2 | XXe siècle                   |
| Arthur Butterworth                   | 7 | XXe siècle/XXIe siècle       |
| Max Butting                          | 10, plus 2 sinfoniettas et une symphonie de chambre.                                                                         | XXe siècle                   |
| Paul Büttner                         | 4 | XIXe siècle/XXe siècle       |
| Régis Campo                          | 2 | XXe siècle                   |
| Christian Cannabich                  | 70 | XVIIIe siècle                |
| John Alden Carpenter                 | 2 | XXe siècle                   |
| Edwin Carr                           | 4 | XXIe siècle                  |
| Airat Ichmouratov                    | 1 | XXIe siècle                  |
| Antonio Casimir Cartellieri          | 4 | XVIIe siècle                 |
| Elliott Carter                       | 3 | XXe siècle/XXIe siècle       |
| Robert Casadesus                     | 7 | XXe siècle                   |
| Alfredo Casella                      | 3 | XXe siècle                   |
| George Chadwick                      | 3 | XIXe siècle/XXe siècle       |
| Francis Chagrin                      | 2 | XXe siècle                   |
| Philippe Chamouard                   | 10 | XXIe siècle                  |
| Carlos Chávez                        | 6 | XXe siècle                   |
| Vissarion Chebaline                  | 5 | XXe siècle                   |
| Fortunato Chelleri                   | 7, dont 6 numérotées. | XVIIe siècle/XVIIIe siècle   |
| Gordon Shi-Wen Chin                  | 4 | XXe siècle/XXIe siècle       |
| Dmitri Chostakovitch                 | 15 | XXe siècle                   |
| Rodion Chtchedrine                   | 3 | XXe siècle                   |
| Gloria Coates                        | 16 | XXe siècle                   |
| James Cohn                           | 8 | XXe siècle                   |
| Frederick Converse                   | 5 (non numérotées) | XIXe siècle/XXe siècle       |
| Arnold Cooke                         | 6 | XXe siècle                   |
| Francis Judd Cooke                   | 2 | XXe siècle                   |
| Carson Cooman                        | 4, dont trois numérotées. | XXIe siècle                  |
| Paul Cooper                          | 6 | XXe siècle                   |
| Aaron Copland                        | 4, dont 3 numérotées (plus une variante).                                                                                    | XXe siècle                   |
| Frank Corcoran                       | 4 | XXe siècle                   |
| John Corigliano                      | 3 | XXe siècle/XXIe siècle       |
| Jean Coulthard                       | 4 | XXe siècle                   |
| Henry Cowell                         | 21 | XXe siècle                   |
| Paul Creston                         | 6 | XXe siècle                   |
| Dimitrie Cuclin                      | 20 | XXe siècle                   |
| Ikuma Dan                            | 7 (la dernière inachevée) | XXe siècle                   |
| Richard Danielpour                   | 4 | XXe siècle/XXIe siècle       |
| Franz Danzi                          | 8 | XVIIe siècle/XIXe siècle     |
| Michael Daugherty                    | 3 | XXIe siècle                  |
| Félicien David                       | 6 | XIXe siècle                  |
| Johann Nepomuk David                 | 9, dont huit numérotées. | XXe siècle                   |
| Peter Maxwell Davies                 | 10 | XXe siècle/XXIe siècle       |
| John Davison                         | 5 | XXe siècle                   |
| Csaba Deák                           | 2 | XXe siècle/XXIe siècle       |
| Marcel Delannoy                      | 2 | XXe siècle                   |
| Edison Denisov                       | 2 (plus 2 symphonies de chambre)                                                                                             | XXe siècle                   |
| Paul Dessau                          | 2 | XXe siècle                   |
| David Diamond                        | 11 | XXe siècle                   |
| Caspar Diethelm                      | 8 | XXe siècle                   |
| Karl Ditters von Dittersdorf         | une soixantaine | XVIIIe siècle                |
| Salvatore Di Vittorio                | 3 | XXe siècle/XXIe siècle       |
| Václav Dobiáš                        | 2 | XXe siècle                   |
| Ali Doğan Sinangil                   | 4 | XXe siècle/XXIe siècle       |
| Ernő Dohnányi                        | 3 (dont une, non publiée) | XXe siècle                   |
| Cornelis Dopper                      | 7 | XXe siècle                   |
| Antal Doráti                         | 2 | XXe siècle                   |
| Vladimir Dovgan                      | 4 | XXe siècle/XXIe siècle       |
| Felix Draeseke                       | 4 | XIXe siècle                  |
| Vernon Duke                          | 3 | XXe siècle                   |
| František Xaver Dušek                | 40 | XVIIIe siècle                |
| Henri Dutilleux                      | 2 | XXe siècle                   |
| Antonín Dvořák                       | 9 | XIXe siècle                  |
| Anton Eberl                          | 3 au moins. | XVIIIe siècle/XIXe siècle    |
| Ross Edwards                         | 5 | XXIe siècle                  |
| Joachim Nikolas Eggert               | 5 | XVIIIe siècle/XIXe siècle    |
| Søren Nils Eichberg                  | 3 | XXIe siècle                  |
| Ernst Eichner                        | 31 | XVIIIe siècle                |
| Gunnar Ek                            | 3 | XXe siècle                   |
| Edward Elgar                         | 3, dont la dernière inachevée.                                                                                               | XXe siècle                   |
| Anders Eliasson                      | 4 | XXe siècle/XXIe siècle       |
| Heino Eller                          | 3 | XXe siècle                   |
| Catharinus Elling                    | 2 | XIXe siècle/XXe siècle       |
| Maurice Emmanuel                     | 2 | XXe siècle                   |
| Georges Enesco                       | 9, dont 4 de jeunesse et les 2 dernières à l'orchestration inachevée                                                         | XXe siècle                   |
| Jan Engel                            | 12 | XVIIIe siècle                |
| Einar Englund                        | 7 | XXe siècle                   |
| Eduard Erdmann                       | 4 | XXe siècle                   |
| Ulvi Cemal Erkin                     | 2 | XXe siècle                   |
| Andreï Eschpaï                       | 9 | XXe siècle                   |
| Joseph Leopold Eybler                | 2 | XIXe siècle                  |
| Mohammed Fairouz                     | 4 | XXIe siècle                  |
| Shahin Farhat                        | 12 | XXe siècle/XXIe siècle       |
| David Farquhar                       | 3 | XXIe siècle                  |
| Louise Farrenc                       | 3 | XIXe siècle                  |
| Jindřich Feld                        | 3 | XXe siècle                   |
| John Fernström                       | 12 | XXe siècle                   |
| Friedrich Ernst Fesca                | 3 | XIXe siècle                  |
| Zdeněk Fibich                        | 3 | XIXe siècle                  |
| Juraj Filas                          | 3 | XXe siècle/XXIe siècle       |
| Anton Fils                           | 30 | XVIIIe siècle                |
| Nicolas Flagello                     | 2 | XXe siècle                   |
| Richard Flury                        | 7 | XXe siècle                   |
| Josef Bohuslav Foerster              | 5 | XIXe siècle/XXe siècle       |
| Benjamin Frankel                     | 8 | XXe siècle                   |
| Ignaz Fränzl                         | 5 | XVIIIe siècle                |
| Harry Freedman                       | 3 | XXe siècle                   |
| Luís de Freitas Branco               | 4 | XXe siècle                   |
| Peter Racine Fricker                 | 5 | XXe siècle                   |
| Gaspard Fritz                        | 6 | XVIIIe siècle                |
| Robert Fuchs                         | 3 | XIXe siècle/XXe siècle       |
| Eric Funk                            | 9 | XXe siècle/XXIe siècle       |
| Wilhelm Furtwängler                  | 3 | XXe siècle                   |
| Niels Wilhelm Gade                   | 9 | XIXe siècle                  |
| Hans Gál                             | 4 | XXe siècle                   |
| Andrés Gaos                          | 2 | XIXe siècle/XXe siècle       |
| Ramón Garay                          | 10 | XVIIIe siècle/XIXe siècle    |
| Gara Garayev                         | 4 | XXe siècle                   |
| John Gardner                         | 3 | XXe siècle                   |
| Florian Leopold Gassmann             | 32 | XVIIIe siècle                |
| Franz Xaver Gebel                    | 4 | XIXe siècle                  |
| Georg Gebel                          | 20 | XVIIIe siècle                |
| Harald Genzmer                       | 5 | XXe siècle/XXIe siècle       |
| Roberto Gerhard                      | 6, dont 5 numérotées, la dernière inachevée                                                                                  | XXe siècle                   |
| Edward German                        | 2 | XIXe siècle                  |
| Friedrich Gernsheim                  | 4 | XIXe siècle                  |
| Armstrong Gibbs                      | 3 | XXe siècle                   |
| Don Gillis                           | 10 (et Symphony No. 5 and a ½)                                                                                               | XXe siècle                   |
| Jan van Gilse                        | 4 (et fragments d'une 5e) | XXe siècle                   |
| Alberto Ginastera                    | 2 | XXe siècle                   |
| Louis Glass                          | 6 | XIXe siècle/XXe siècle       |
| Paul Glass                           | 6 | XXe siècle/XXIe siècle       |
| Philip Glass                         | 11 | XXe siècle/XXIe siècle       |
| Alexandre Glazounov                  | 8 (et fragments d'une 9e) | XIXe siècle/XXe siècle       |
| Franz Gleissner                      | 13 | XVIIIe siècle                |
| Reinhold Glière                      | 3 | XXe siècle                   |
| Mikhaïl Glinka                       | 2 | XIXe siècle                  |
| Vladimír Godár                       | 3 dont 2 numérotées | XXe siècle                   |
| Roger Goeb                           | 5 | XXe siècle                   |
| Alexander Goehr                      | 2 | XXe siècle                   |
| Friedrich Goldmann                   | 4 | XXe siècle                   |
| Károly Goldmark                      | 2 | XIXe siècle/XXe siècle       |
| Eugène Goossens                      | 2 | XXe siècle                   |
| Henryk Gorecki                       | 3 | XXe siècle                   |
| François-Joseph Gossec               | 36 | XVIIIe siècle                |
| Louis Moreau Gottschalk              | 2 | XIXe siècle                  |
| Morton Gould                         | 5 (dont 4 numérotées) | XXe siècle                   |
| Charles Gounod                       | 2 | XIXe siècle                  |
| Louis Théodore Gouvy                 | 9 | XIXe siècle                  |
| Christian Ernst Graf                 | 62 | XVIIIe siècle                |
| Peder Gram                           | 3 | XXe siècle                   |
| Johnny Grandert                      | 6 | XXe siècle                   |
| Johann Gottlieb Graun                | 97 | XVIIIe siècle                |
| Kurt Graunke                         | 9 | XXe siècle                   |
| Christoph Graupner                   | 113 | XVIIIe siècle                |
| Johann Friedrich Grenser             | 6 | XVIIIe siècle                |
| Alexandre Gretchaninov               | 5 | XIXe siècle/XXe siècle       |
| Eivind Groven                        | 2 | XXe siècle                   |
| Camargo Guarnieri                    | 7 | XXe siècle                   |
| Pelle Gudmundsen-Holmgreen           | 2 | XXe siècle                   |
| Franz Anton Gugel                    | 14 | XVIIIe siècle                |
| Louis-Gabriel Guillemain             | 24 (dont plusieurs perdues)                                                                                                  | XVIIIe siècle                |
| Félix Alexandre Guilmant             | 2 | XIXe siècle/XXe siècle       |
| Joan Guinjoan                        | 3 | XXIe siècle                  |
| Christopher Gunning                  | 7 | XXe siècle/XXIe siècle       |
| Manfred Gurlitt                      | 2 (Goya Symphony, Shakespeare Symphony)                                                                                      | XXe siècle                   |
| Adalbert Gyrowetz                    | plus de 40 | XVIIIe siècle                |
| Johannes Haarklou                    | 4 | XIXe siècle/XXe siècle       |
| Henry Hadley                         | 5 | XIXe siècle/XXe siècle       |
| Adolphus Hailstork                   | 3 | XXe siècle/XXIe siècle       |
| Johan Halvorsen                      | 3 | XIXe siècle/XXe siècle       |
| Asger Hamerik                        | 7 | XIXe siècle/XXe siècle       |
| Howard Hanson                        | 7 | XXe siècle                   |
| Jan Hanuš                            | 7 | XXe siècle                   |
| John Harbison                        | 6 | XXe siècle/XXIe siècle       |
| Ross Harris                          | 4 | XXIe siècle                  |
| Roy Harris                           | 13 plus une perdue et trois inachevées                                                                                       | XXe siècle                   |
| Lou Harrison                         | 4 | XXe siècle                   |
| Walter Hartley                       | 3 | XXe siècle                   |
| Emil Hartmann                        | 7 | XIXe siècle                  |
| Karl Amadeus Hartmann                | 8 | XXe siècle                   |
| Kunihiko Hashimoto                   | 2 | XXe siècle                   |
| Pierre Hasquenoph                    | 4 | XXe siècle                   |
| Halvor Haug                          | 5 | XXe siècle                   |
| Hikaru Hayashi                       | 3 | XXe siècle                   |
| Joseph Haydn                         | 106 | XVIIIe siècle                |
| Michael Haydn                        | 41 | XVIIIe siècle                |
| Gustav Helsted                       | 2 | XIXe siècle/XXe siècle       |
| Albert Henneberg                     | 6 | XXe siècle                   |
| Hans Werner Henze                    | 10 | XXe siècle                   |
| Robert Hermann                       | 2 | XIXe siècle/XXe siècle       |
| Michael Hersch                       | 2 | XXe siècle/XXIe siècle       |
| Heinrich von Herzogenberg            | 8 | XIXe siècle                  |
| Daniel Hess                          | 4 | XXe siècle/XXIe siècle       |
| Jacques Hétu                         | 4 | XXe siècle                   |
| Alfred Hill                          | 12 | XIXe siècle/XXe siècle       |
| Paul Hindemith                       | 6 | XXe siècle                   |
| Ole Hjellemo                         | 5 | XIXe siècle                  |
| Alun Hoddinott                       | 9 | XXe siècle                   |
| Finn Høffding                        | 4 | XXe siècle                   |
| Leopold Hofmann                      | une quarantaine | XVIIIe siècle                |
| Richard Hol                          | 4 | XIXe siècle                  |
| Joseph Holbrooke                     | 8 | XXe siècle                   |
| Karl Höller                          | 2 | XXe siècle                   |
| Vagn Holmboe                         | 13 | XXe siècle                   |
| Ignaz Holzbauer                      | 200 (130 environ retrouvées)                                                                                                 | XVIIIe siècle                |
| Arthur Honegger                      | 5 | XXe siècle                   |
| Jef van Hoof                         | 6 | XXe siècle                   |
| Alan Hovhaness                       | 67 | XXe siècle                   |
| Georges Hugon                        | 2 | XXe siècle                   |
| Bertold Hummel                       | 3 | XXe siècle                   |
| Karel Husa                           | 2 | XXe siècle                   |
| Shin'ichirō Ikebe                    | 7 | XXe siècle                   |
| Konstantin Iliev                     | 5 | XXe siècle                   |
| Angel Illarramendi                   | 7 | XXIe siècle                  |
| Kamran Ince                          | 5 | XXe siècle/XXIe siècle       |
| Vincent d'Indy                       | 5 dont 3 numérotées | XIXe siècle/XXe siècle       |
| Andrés Isasi                         | 2 | XXe siècle                   |
| Sigurd Islandsmoen                   | 2 | XXe siècle                   |
| Jānis Ivanovs                        | 21 (la dernière inachevée)                                                                                                   | XXe siècle                   |
| Charles Ives                         | 5 | XXe siècle                   |
| Gordon Jacob                         | 3 dont 2 numérotées (+ 3 sinfoniettas)                                                                                       | XXe siècle                   |
| Salomon Jadassohn                    | 4 | XIXe siècle                  |
| Hanns Jelinek                        | 6 | XXe siècle                   |
| Karel Jirák                          | 6 | XXe siècle                   |
| Donald Oscar Johnston                | 6 | XXe siècle                   |
| Hallvard Johnsen                     | 24 | XXe siècle                   |
| André Jolivet                        | 3 | XXe siècle                   |
| Charles Jones                        | 04 | XXe siècle                   |
| Daniel Jones                         | 13 | XXe siècle                   |
| Samuel Jones                         | 3 | XXe siècle                   |
| André Jorrand                        | 5 | XXe siècle                   |
| Wilfred Josephs                      | 12 | XXe siècle                   |
| John Joubert                         | 2 | XXe siècle                   |
| Paul Juon                            | 4 | XXe siècle                   |
| Julius Juzeliūnas                    | 6 | XXe siècle                   |
| Dmitri Kabalevski                    | 4 | XXe siècle                   |
| Miloslav Kabeláč                     | 8 | XXe siècle                   |
| Jouni Kaipainen                      | 4 | XXe siècle                   |
| Viktor Kalabis                       | 5 | XXe siècle                   |
| Jiří Kalach                          | 5 | XXe siècle                   |
| Vassili Kalinnikov                   | 2 | XIXe siècle                  |
| Johannes Wenzeslaus Kalliwoda        | 7 | XIXe siècle                  |
| Edvin Kallstenius                    | 5 | XXe siècle                   |
| Imants Kalniņš                       | 6 | XXe siècle/XXIe siècle       |
| Jānis Kalniņš                        | 4 | XXe siècle                   |
| Alemdar Karamanov                    | 25 | XXe siècle                   |
| Guia Kantcheli                       | 7 | XXe siècle                   |
| Artur Kapp                           | 5 | XXe siècle                   |
| Jan Kapr                             | 10 | XXe siècle                   |
| Ivan Karabits                        | 3 | XXe siècle                   |
| Alemdár Karamánov                    | 24 | XXe siècle                   |
| Maurice Karkoff                      | 11 | XXe siècle                   |
| Leif Kayser                          | 4 | XXe siècle                   |
| Tālivaldis Ķeniņš                    | 8 | XXe siècle                   |
| Aaron Jay Kernis                     | 2 | XXe siècle                   |
| Otto Ketting                         | 4 | XXe siècle/XXIe siècle       |
| Tristan Keuris                       | 3 | XXe siècle                   |
| Aram Khatchatourian                  | 3 | XXe siècle                   |
| Wojciech Kilar                       | 5 | XXe siècle                   |
| John Kinsella                        | 10 | XXe siècle/XXIe siècle       |
| Stefan Kisielewski                   | 4, dont deux numérotées | XXe siècle                   |
| Ståle Kleiberg                       | 2 | XXe siècle                   |
| Otto Klemperer                       | 6 | XXe siècle                   |
| Paul von Klenau                      | 9 | XXe siècle                   |
| August Klughardt                     | 5 | XIXe siècle                  |
| Friedrich Koch                       | 2 | XIXe siècle                  |
| Erland von Koch                      | 6 | XXe siècle                   |
| Charles Koechlin                     | 5, dont 2 numérotées. | XIXe siècle/XXe siècle       |
| Joonas Kokkonen                      | 4 | XXe siècle                   |
| Karl Kohaut                          | 12 | XVIIIe siècle                |
| Levko Kolodub                        | 12 | XXe siècle                   |
| Herman D. Koppel                     | 7 | XXe siècle                   |
| Leopold Kozeluch                     | 11 | XVIIIe siècle/XIXe siècle    |
| Joseph Martin Kraus                  | 15 (12 conservées) | XVIIIe siècle                |
| Jaroslav Krček                       | 6 | XXe siècle/XXIe siècle       |
| Iša Krejčí                           | 4 | XXe siècle                   |
| Ernst Křenek                         | 8 | XXe siècle                   |
| Franz Krommer                        | 9 | XVIIIe siècle/XIXe siècle    |
| Andrzej Krzanowski                   | 2 | XXe siècle                   |
| Nai-Chung Kuan                       | 4 | XXe siècle/XXIe siècle       |
| Ilkka Kuusisto                       | 2 | XXe siècle/XXIe siècle       |
| Jaroslav Kvapil                      | 4 | XXe siècle                   |
| Otomar Kvěch                         | 4 (non numérotées) | XXe siècle                   |
| Robert Kyr                           | 12 | XXe siècle/XXIe siècle       |
| Marcel Labey                         | 4 | XXe siècle                   |
| Franz Lachner                        | 8 | XIXe siècle                  |
| László Lajtha                        | 9 | XXe siècle                   |
| Marcel Landowski                     | 4 | XXe siècle                   |
| Rued Langgaard                       | 16 | XXe siècle                   |
| Lars-Erik Larsson                    | 3 | XXe siècle                   |
| Henri Lazarof                        | 7 | XXe siècle/XXIe siècle       |
| Simon Le Duc                         | 3 | XVIIIe siècle                |
| Paul Le Flem                         | 4 | XXe siècle                   |
| Benjamin Lees                        | 5 | XXe siècle                   |
| Kenneth Leighton                     | 3, plus une inachevée. | XXe siècle                   |
| Helvi Leiviskä                       | 3 | XXe siècle                   |
| Aubert Lemeland                      | 12 | XXe siècle/XXIe siècle       |
| Ernst Levy                           | 15 | XXe siècle                   |
| Ezra Levy                            | 3 | XXe siècle/XXIe siècle       |
| Ulrich Leyendecker                   | 5 (la cinquième porte aussi le titre Concerto pour orchestre)                                                                | XXe siècle/XXIe siècle       |
| Sergueï Liapounov                    | 2 | XIXe siècle                  |
| Boris Liatochinski                   | 5 | XXe siècle                   |
| Lowell Liebermann                    | 4 | XXe siècle/XXIe siècle       |
| Douglas Lilburn                      | 3 | XXe siècle                   |
| Adolf Fredrik Lindblad               | 2 | XIXe siècle                  |
| Franz Liszt                          | 2 (Dante Symphonie et Faust-Symphonie)                                                                                       | XIXe siècle                  |
| George Lloyd                         | 12 | XXe siècle                   |
| Alexandre Lokchine                   | 11 | XXe siècle                   |
| Christophe Looten                    | 2 (Première Symphonie et Symphonie concertante)                                                                              | XXe siècle/XXIe siècle       |
| Andrea Luchesi                       | 7 (certainement beaucoup plus)                                                                                               | XVIIIe siècle                |
| Enguerrand-Friedrich Lühl Dolgorukiy | 5 | XXe siècle/XXIe siècle       |
| Zdeněk Lukáš                         | 7 | XXe siècle                   |
| Paweł Łukaszewski                    | 5 | XXe siècle/XXIe siècle       |
| Torbjörn Lundquist                   | 9 | XXe siècle                   |
| Witold Lutoslawski                   | 4 | XXe siècle                   |
| Friedrich Lux                        | 4 | XIXe siècle                  |
| Drake Mabry                          | 5 | XXe siècle                   |
| Leevi Madetoja                       | 3 | XXe siècle                   |
| Albéric Magnard                      | 4 | XIXe siècle/XXe siècle       |
| Gustav Mahler                        | 10, dont la dernière inachevée, plus Le Chant de la terre                                                                    | XIXe siècle                  |
| Heorhiy Maiboroda                    | 4 | XXe siècle                   |
| Jan Maklakiewicz                     | 2 | XXe siècle                   |
| Arvydas Malcys                       | 3 | XXIe siècle                  |
| Gian Francesco Malipiero             | 17, dont 11 numérotées (une symphonie est perdue)                                                                            | XXe siècle                   |
| Jean-Yves Malmasson                  | 4 | XXe siècle/XXIe siècle       |
| Juan Manén                           | 2 | XXe siècle                   |
| Tomás Marco                          | 9 | XXe siècle/XXIe siècle       |
| Franco Margola                       | 2 | XXe siècle                   |
| Pedro Marqués                        | 5 | XIXe siècle                  |
| John Marsh                           | une quarantaine | XVIIIe siècle/XIXe siècle    |
| Henri Martelli                       | 3 | XXe siècle                   |
| Bohuslav Martinů                     | 6 | XXe siècle                   |
| Tauno Marttinen                      | 10 | XXe siècle                   |
| Giuseppe Martucci                    | 2 | XIXe siècle/XXe siècle       |
| Eduard Marxsen                       | 5 | XIXe siècle                  |
| David Maslanka                       | 9 | XXe siècle/XXIe siècle       |
| William Mathias                      | 3 | XXe siècle                   |
| Teizō Matsumura                      | 2 | XXe siècle                   |
| David Matthews                       | 7 | XXIe siècle                  |
| Emilie Mayer                         | 8 (dont deux probablement perdues)                                                                                           | XIXe siècle                  |
| Simon Mayr                           | 57 (plus deux symphonies concertantes)                                                                                       | XVIIIe siècle/XIXe siècle    |
| Toshiro Mayuzumi                     | 3 (non numérotées) | XXe siècle                   |
| John McCabe                          | 7 | XXe siècle                   |
| George Frederick McKay               | 7 | XXe siècle                   |
| Étienne Nicolas Méhul                | 4, plus une inachevée (1er mouvement seulement)                                                                              | XVIIIe siècle/XIXe siècle    |
| Johan de Meij                        | 4 | XXIe siècle                  |
| Erkki Melartin                       | 6 | XXe siècle                   |
| Felix Mendelssohn                    | 5 (plus 13 symphonies pour cordes de jeunesse)                                                                               | XIXe siècle                  |
| Peter Mennin                         | 9 (les deux premières retirées)                                                                                              | XXe siècle                   |
| Aarre Merikanto                      | 3 | XXe siècle                   |
| Olivier Messiaen                     | 2 | XXe siècle                   |
| Arthur Meulemans                     | 15 | XXe siècle                   |
| Krzysztof Meyer                      | 7 | XXe siècle                   |
| Nikolaï Miaskovski                   | 27 | XXe siècle                   |
| Francisco Mignone                    | 3 (non numérotées) | XXe siècle                   |
| Darius Milhaud                       | 12 | XXe siècle                   |
| Alexander Mnatsakanian               | 3 | XXe siècle                   |
| Vasilije Mokranjac                   | 5 | XXe siècle                   |
| Ernest John Moeran                   | 2 (la seconde complétée par Martin Yates en 2011)                                                                            | XXe siècle                   |
| Johann Melchior Molter               | 170 | XVIIIe siècle                |
| Xavier Montsalvatge                  | 3 | XXe siècle                   |
| Moondog                              | 81 | XXe siècle                   |
| Emánuel Moór                         | 8 | XIXe siècle/XXe siècle       |
| Douglas Moore                        | 2 | XXe siècle                   |
| Saburō Moroi                         | 5 | XXe siècle                   |
| Alexander Moyzes                     | 12 | XXe siècle                   |
| Leopold Mozart                       | 48 | XVIIIe siècle                |
| Wolfgang Amadeus Mozart              | une cinquantaine | XVIIIe siècle                |
| Florentine Mulsant                   | 2 | XXIe siècle                  |
| Josef Mysliveček                     | 85 | XVIIIe siècle                |
| Onutė Narbutaitė                     | 2 | XXe siècle/XXIe siècle       |
| Sulkhan Nasidze                      | 11 | XXe siècle                   |
| Johann Gottlieb Naumann              | 12 | XVIIIe siècle                |
| Franz Christoph Neubauer             | 30 | XVIIIe siècle                |
| Carl Nielsen                         | 6 | XIXe siècle/XXe siècle       |
| Ludolf Nielsen                       | 3 | XXe siècle                   |
| Lazar Nikolov                        | 6 | XXe siècle                   |
| Anders Nilsson                       | 2 | XXe siècle/XXIe siècle       |
| Pehr Henrik Nordgren                 | 8 | XXe siècle/XXIe siècle       |
| Per Nørgård                          | 8 | XXe siècle/XXIe siècle       |
| Ib Nørholm                           | 12 | XXe siècle                   |
| Ludvig Norman                        | 3 | XIXe siècle                  |
| Zygmunt Noskowski                    | 3 | XIXe siècle                  |
| Mikhaïl Nossyrev                     | 4 | XXe siècle                   |
| Feliks Nowowiejski                   | 5 | XXe siècle                   |
| Gösta Nystroem                       | 6 | XXe siècle                   |
| Masao Ōki                            | 7 (dont 6 numérotées) | XXe siècle                   |
| Hisato Ōzawa                         | 3 | XXe siècle                   |
| George Onslow                        | 4 | XIXe siècle                  |
| Karl von Ordóñez                     | 73 | XVIIIe siècle                |
| Robin Orr                            | 3 | XXe siècle                   |
| Einar Oulie                          | 2 | XXe siècle                   |
| Galina Oustvolskaïa                  | 5 | XXe siècle                   |
| John Knowles Paine                   | 2 | XIXe siècle                  |
| Roman Palester                       | 5 | XXe siècle                   |
| Andrzej Panufnik                     | 10, plus deux perdues. | XXe siècle                   |
| Hubert Parry                         | 5 | XIXe siècle/XXe siècle       |
| Arvo Pärt                            | 4 | XXe siècle/XXIe siècle       |
| Eduard Patlayenko                    | 4 | XXe siècle                   |
| Gustaf Paulson                       | 13 | XXe siècle                   |
| Alla Pavlova                         | 8 | XXe siècle/XXIe siècle       |
| Krzysztof Penderecki                 | 7 (numérotées de 1 à 8, la sixième étant non écrite)                                                                         | XXe siècle                   |
| Ernst Pepping                        | 3 | XXe siècle                   |
| Vincent Persichetti                  | 9 | XXe siècle                   |
| Wilhelm Peterson-Berger              | 6, dont la dernière inachevée.                                                                                               | XIXe siècle/XXe siècle       |
| Allan Pettersson                     | 17, dont la dernière inachevée.                                                                                              | XXe siècle                   |
| Václav Pichl                         | 89 | XVIIIe siècle                |
| John Pickard                         | 5 | XXe siècle/XXIe siècle       |
| Tobias Picker                        | 3 | XXe siècle/XXIe siècle       |
| Willem Pijper                        | 3 | XXe siècle                   |
| Walter Piston                        | 8 | XXe siècle                   |
| Ignace Pleyel                        | 41 | XVIIIe siècle/XIXe siècle    |
| František Xaver Pokorný              | entre 100 et 150 | XVIIIe siècle                |
| Marcel Poot                          | 7 | XXe siècle                   |
| Gavriil Popov                        | 7 (dont une inachévée) | XXe siècle                   |
| Quincy Porter                        | 2 | XXe siècle                   |
| Raymond Premru                       | 2 | XXe siècle                   |
| Florence Price                       | 4 | XXe siècle                   |
| Serge Prokofiev                      | 7 | XXe siècle                   |
| Kevin Puts                           | 4 | XXIe siècle                  |
| Jaan Rääts                           | 8 | XXe siècle                   |
| Henri Rabaud                         | 2 | XIXe siècle                  |
| Sergueï Rachmaninov                  | 3 | XIXe siècle/XXe siècle       |
| Joachim Raff                         | 11 | XIXe siècle                  |
| Kaljo Raid                           | 4 | XXe siècle                   |
| Yves Ramette                         | 6 | XXe siècle                   |
| Ture Rangström                       | 4 | XXe siècle                   |
| Günter Raphael                       | 5 | XXe siècle                   |
| Sunleif Rasmussen                    | 2 | XXe siècle/XXIe siècle       |
| Karol Rathaus                        | 3 | XXe siècle                   |
| Einojuhani Rautavaara                | 8 | XXe siècle                   |
| Alan Rawsthorne                      | 3 | XXe siècle                   |
| Gardner Read                         | 4 | XXe siècle                   |
| Napoléon Henri Reber                 | 4 | XIXe siècle                  |
| Antanas Rekašius                     | 9 | XXe siècle                   |
| Carl Reinecke                        | 3 | XIXe siècle                  |
| Jay Reise                            | 3 | XXe siècle                   |
| Sergio Rendine                       | 2 | XXe siècle                   |
| Levko Révoutsky                      | 2 | XXe siècle                   |
| Emil von Reznicek                    | 5 | XXe siècle                   |
| Francesco Pasquale Ricci             | 12 | XVIIIe siècle/XIXe siècle    |
| Franz Xaver Richter                  | 69 | XVIIIe siècle                |
| Wallingford Riegger                  | 4 | XXe siècle                   |
| Ferdinand Ries                       | 7 | XIXe siècle                  |
| Henri-Joseph Rigel                   | 15 | XVIIIe siècle                |
| Wolfgang Rihm                        | 3, dont 2 numérotées. | XXe siècle/XXIe siècle       |
| Knudåge Riisager                     | 6. | XXe siècle                   |
| Nikolaï Rimski-Korsakov              | 3 | XIXe siècle                  |
| Jean Rivier                          | 8 | XXe siècle                   |
| George Rochberg                      | 6 | XXe siècle                   |
| Gabriel Rodo                         | 2 | XXe siècle                   |
| Alessandro Rolla                     | 12 | XVIIIe siècle/XIXe siècle    |
| Johan Helmich Roman                  | 23 | XVIIIe siècle                |
| Julius Röntgen                       | 24 | XIXe siècle/XXe siècle       |
| Cyril Rootham                        | 2 | XXe siècle                   |
| Guy Ropartz                          | 5 | XXe siècle                   |
| Ned Rorem                            | 3 | XXe siècle                   |
| Hilding Rosenberg                    | 8 | XXe siècle                   |
| Antonio Rosetti                      | 44 | XVIIIe siècle                |
| Arnold Rosner                        | 8 | XXe siècle                   |
| Nino Rota                            | 4, dont trois numérotées. | XXe siècle                   |
| Christopher Rouse                    | 6 | XXe siècle/XXIe siècle       |
| Albert Roussel                       | 4 | XXe siècle                   |
| Edmund Rubbra                        | 11 | XXe siècle                   |
| Marcel Rubin                         | 10 | XXe siècle                   |
| Anton Rubinstein                     | 6 | XIXe siècle                  |
| Poul Ruders                          | 4 | XXe siècle/XXIe siècle       |
| Jesus Rueda (en)                     | 3 | XXe siècle/XXIe siècle       |
| Johann Rufinatscha                   | 6 | XIXe siècle                  |
| Alexeï Rybnikov                      | 6 | XXe siècle/XXIe siècle       |
| Joseph Ryelandt                      | 6 (la première perdue) | XIXe siècle/XXe siècle       |
| Harald Sæverud                       | 9 | XXe siècle                   |
| Camille Saint-Saëns                  | 5 dont deux inédites | XIXe siècle                  |
| Aulis Sallinen                       | 8 | XXe siècle/XXIe siècle       |
| Erkki Salmenhaara                    | 5 | XXe siècle                   |
| José Eulalio Samayoa                 | 3 | XVIIIe siècle/XIXe siècle    |
| Giovanni Battista Sammartini         | 70 environ | XVIIIe siècle                |
| Cláudio Santoro                      | 14 | XXe siècle                   |
| Henri Sauguet                        | 4 | XXe siècle                   |
| Fazıl Say                            | 3 | XXIe siècle                  |
| Ahmet Adnan Saygun                   | 5 | XXe siècle                   |
| Philipp Scharwenka                   | 3 | XIXe siècle                  |
| Josef Schelb                         | 11 (+ 8 intitulées Musique pour orchestre ou Movimento per orchestra)                                                        | XXe siècle                   |
| Martin Scherber                      | 3 | XXe siècle                   |
| Gerhard Schjelderup                  | 2 | XIXe siècle/XXe siècle       |
| Franz Schmidt                        | 4 | XXe siècle                   |
| Ole Schmidt                          | 2 | XXe siècle                   |
| Florent Schmitt                      | 3 | XIXe siècle/XXe siècle       |
| Alfred Schnittke                     | 10 | XXe siècle                   |
| Franz Schubert                       | 10, dont la huitième et la dernière sont inachevées.                                                                         | XIXe siècle                  |
| Erwin Schulhoff                      | 8, dont les deux dernières inachevées.                                                                                       | XXe siècle                   |
| Svend S. Schultz                     | 7 | XXe siècle                   |
| William Schuman                      | 10 (les deux premières retirées)                                                                                             | XXe siècle                   |
| Robert Schumann                      | 4 | XIXe siècle                  |
| Reinhard Schwarz-Schilling           | 2 | XXe siècle                   |
| Cyril Scott                          | 4 | XXe siècle                   |
| Alexandre Scriabine                  | 5 (dont trois numérotées, plus le Poème de l'extase et Prométhée)                                                            | XIXe siècle/XXe siècle       |
| Humphrey Searle                      | 6 | XXe siècle                   |
| Leif Segerstam                       | 316 (série en cours) | XXe siècle/XXIe siècle       |
| José Serebrier                       | 3 | XXe siècle/XXIe siècle       |
| Kazimierz Serocki                    | 2 | XXe siècle                   |
| Roger Sessions                       | 9 | XXe siècle                   |
| Zdeněk Šesták                        | 6 | XXe siècle                   |
| Giovanni Sgambati                    | 2 | XIXe siècle                  |
| Jean Sibelius                        | 8 dont 7 numérotées | XXe siècle                   |
| Ma Sicong                            | 2 | XXe siècle                   |
| Roberto Sierra                       | 4 | XXIe siècle                  |
| Eirík Árna Sigtryggsson              | 5 | XXe siècle/XXIe siècle       |
| Valentin Silvestrov                  | 8 | XXe siècle/XXIe siècle       |
| Marijn Simons                        | 2 | XXe siècle/XXIe siècle       |
| Rudolph Simonsen                     | 4 | XXe siècle                   |
| Robert Simpson                       | 11 | XXe siècle                   |
| Christian Sinding                    | 4 | XIXe siècle/XXe siècle       |
| Níkos Skalkótas                      | 2 | XXe siècle                   |
| Yngve Sköld                          | 4 | XXe siècle                   |
| Ādolfs Skulte                        | 9 | XXe siècle                   |
| Sergueï Slonimski                    | 33 | XXe siècle/XXIe siècle       |
| Ragnar Søderlind                     | 8 | XXe siècle                   |
| Charlotte Sohy                       | 1 | XXe siècle                   |
| József Soproni                       | 6 | XXe siècle/XXIe siècle       |
| Bent Sørensen                        | 2 | XXe siècle/XXIe siècle       |
| Johannes Matthias Sperger            | 45 | XVIIe siècle                 |
| Louis Spohr                          | 10 (la dernière, inachevée, a été complétée par Eugene Minor)                                                                | XIXe siècle                  |
| Charles Villiers Stanford            | 7 | XIXe siècle                  |
| Petko Staynov                        | 2 | XXe siècle                   |
| Maximilian Steinberg                 | 5 | XXe siècle                   |
| Wilhelm Stenhammar                   | 2 (plus fragments d'une troisième)                                                                                           | XXe siècle                   |
| Johann Franz Xaver Sterkel           | 24 | XVIIIe siècle/XIXe siècle    |
| Bernard Stevens                      | 2 | XXe siècle                   |
| Robert Still                         | 3 | XXe siècle                   |
| William Grant Still                  | 5 | XXe siècle                   |
| Richard Strauss                      | 4, dont 2 de jeunesse. | XXe siècle                   |
| Igor Stravinsky                      | 4 | XXe siècle                   |
| Josef Suk                            | 2 | XXe siècle                   |
| Stjepan Šulek                        | 8 | XXe siècle                   |
| Lepo Sumera                          | 6 | XXe siècle                   |
| Johan Svendsen                       | 3 (la troisième perdue) | XIXe siècle                  |
| Tomáš Svoboda                        | 6 | XXe siècle                   |
| Howard Swanson                       | 3 | XXe siècle                   |
| Piet Swerts                          | 2 | XXe siècle/XXIe siècle       |
| Valentyn Sylvestrov                  | 8 | XXe siècle/XXIe siècle       |
| Bolesław Szabelski                   | 5 | XXe siècle                   |
| Karol Szymanowski                    | 4 | XXe siècle                   |
| Emil Tabakov                         | 10 | XXe siècle/XXIe siècle       |
| Eino Tamberg                         | 4 | XXe siècle                   |
| Sergueï Taneïev                      | 4 | XIXe siècle                  |
| Alexandre Tansman                    | 9 (la première est perdue)                                                                                                   | XXe siècle                   |
| Cornel Taranu                        | 4 | XXe siècle                   |
| Matthew Taylor                       | 3 | XXe siècle                   |
| Boris Tchaïkovski                    | 4 | XXe siècle                   |
| Piotr Ilitch Tchaïkovski             | 8, dont une inachevée, plus la Symphonie Manfred                                                                             | XIXe siècle                  |
| Alexandre Tcherepnine                | 4 | XXe siècle                   |
| Yuri Ter-Osipov                      | 11 | XXe siècle                   |
| Avet Terterian                       | 9 (la dernière inachevée) | XXe siècle                   |
| Randall Thompson                     | 3 | XXe siècle                   |
| Virgil Thomson                       | 3 | XXe siècle                   |
| Frank Ticheli (en)                   | 2 | XXIe siècle                  |
| Boris Tichtchenko                    | 9, la dernière inachevée, plus cinq symphonies formant le cycle Beatrice, d’après Dante, et trois symphonies non numérotées. | XXe siècle/XXIe siècle       |
| Heinz Tiessen                        | 2 | XXe siècle                   |
| Anton Ferdinand Titz                 | 47 | XVIIIe siècle                |
| Michael Tippett                      | 4 | XXe siècle                   |
| Ernst Toch                           | 7 | XXe siècle                   |
| Carl Joseph Toeschi                  | autour de 66 | XVIIIe siècle                |
| Joseph Touchemoulin                  | 16 | XVIIIe siècle                |
| Charles Tournemire                   | 8 | XXe siècle                   |
| Max Trapp                            | 7 | XXe siècle                   |
| Manfred Trojahn                      | 5 | XXe siècle/XXIe siècle       |
| Eduard Tubin                         | 11, dont une inachevée. | XXe siècle                   |
| Erkki-Sven Tüür                      | 8 | XXe siècle/XXIe siècle       |
| Marcel Tyberg                        | 3 | XXe siècle                   |
| Marius Ulfrstad (en)                 | 5 | XXe siècle/XXIe siècle       |
| Viktor Ullmann                       | 2 | XXe siècle/XXIe siècle       |
| Jiří Válek                           | 21 | XXe siècle                   |
| Fartein Valen                        | 5, dont une inachevée. | XXe siècle                   |
| Johann-Baptist Vanhal                | 76 | XVIIIe siècle                |
| Pēteris Vasks                        | 3 | XXe siècle                   |
| Ralph Vaughan Williams               | 9 | XXe siècle                   |
| Sándor Veress                        | 2 | XXe siècle                   |
| Matthijs Vermeulen                   | 7 | XXe siècle                   |
| Louis Vierne                         | 6 | XIXe siècle/XXe siècle       |
| Anatol Vieru                         | 7 | XXe siècle                   |
| Heitor Villa-Lobos                   | 12 (la cinquième est perdue)                                                                                                 | XXe siècle                   |
| Carl Vine                            | 7 | XXe siècle/XXIe siècle       |
| Demis Visvikis                       | 4 | XXe siècle/XXIe siècle       |
| Jāzeps Vītols                        | 2 | XIXe siècle                  |
| Pantcho Vladiguerov                  | 2 | XXe siècle                   |
| Robert Volkmann                      | 2 | XIXe siècle                  |
| Harri Vuori                          | 2 | XXIe siècle                  |
| Peter-Jan Wagemans                   | 7 | XXe siècle                   |
| Georg Christoph Wagenseil            | 96 | XVIIIe siècle                |
| Andrew Waggoner                      | 2 | XXe siècle                   |
| Bruno Walter                         | 2 | XIXe siècle/XXe siècle       |
| William Walton                       | 2 | XXe siècle                   |
| Robert Ward                          | 6, dont 5 numérotées. | XXe siècle/XXIe siècle       |
| Carl Maria von Weber                 | 2 | XIXe siècle                  |
| Karl Weigl                           | 6 | XXe siècle                   |
| Kurt Weill                           | 2 | XXe siècle                   |
| Mieczysław Weinberg                  | 22 | XXe siècle                   |
| Felix Weingartner                    | 7 | XIXe siècle/XXe siècle       |
| Michael Bastian Weiß                 | 2 | XXe siècle/XXIe siècle       |
| Julius Weismann                      | 3 | XXe siècle                   |
| Egon Wellesz                         | 9 | XXe siècle                   |
| Samuel Wesley                        | 7 | XVIIIe siècle                |
| Anders Weström                       | 2 | XVIIIe siècle                |
| Graham Wettham                       | 5 | XXe siècle                   |
| Richard Wetz                         | 3 (plus fragments d'une quatrième)                                                                                           | XXe siècle                   |
| Christoph Ernst Friedrich Weyse      | 7 | XVIIIe siècle/XIXe siècle    |
| Charles-Marie Widor                  | 5, dont 4 numérotées. | XIXe siècle/XXe siècle       |
| Alberto Williams                     | 9 | XXe siècle                   |
| Grace Williams                       | 2 | XXe siècle                   |
| Malcolm Williamson                   | 7 (plus une huitième inachevée)                                                                                              | XXe siècle                   |
| Johann Wilhelm Wilms                 | 7 | XIXe siècle                  |
| Heinz Winbeck                        | 3 | XXe siècle                   |
| Paul Anton Wineberger                | 5 | XVIIIe siècle                |
| Robert Ian Winstin                   | 5 | XXe siècle                   |
| Peter von Winter                     | 4 | XVIIIe siècle                |
| Pierre Wissmer                       | 9 | XXe siècle                   |
| Joseph Woelfl                        | 2 | XVIIIe siècle/XIXe siècle    |
| Ernst Wilhelm Wolf                   | 15 | XVIIIe siècle                |
| Jean-Claude Wolff                    | 8 | XXe siècle/XXIe siècle       |
| William Wordsworth                   | 8 | XXe siècle                   |
| Bolesław Woytowicz                   | 3 | XXe siècle                   |
| Anton Wranitzky                      | 15 | XVIIIe siècle/XIXe siècle    |
| Charles Wuorinen                     | 8 | XXe siècle/XXIe siècle       |
| Kōsaku Yamada                        | 3 (non numérotées) | XXe siècle                   |
| James Yannatos                       | 7 | XXe siècle/XXIe siècle       |
| Orest Yevlakhov                      | 3 | XXe siècle                   |
| Takashi Yoshimatsu                   | 5 | XXe siècle/XXIe siècle       |
| Isang Yun                            | 5 | XXe siècle                   |
| Jan Zach                             | 48 | XVIIIe siècle                |
| Judith Lang Zaimont (en)             | 2 | XXe siècle/XXIe siècle       |
| Amilcare Zanella                     | 2 | XXe siècle                   |
| Andrea Zani                          | 6 | XVIIIe siècle                |
| Francesco Zappa                      | 6 | XVIIIe siècle                |
| Lubomir Zelezny                      | 2 | XXe siècle                   |
| Alexander von Zemlinsky              | 4, dont une incomplète. | XIXe siècle/XXe siècle       |
| Sergey Zhukov                        | 3 | XXIe siècle                  |
| Alexander Zhurbin (en)               | 5 | XXe siècle/XXIe siècle       |
| Anton Zimmermann                     | 39 | XVIIIe siècle                |
| Giovanni Battista Zingoni            | 8 | XVIIIe siècle                |
| Johann Rudolf Zumsteeg               | 2 | XVIIIe siècle                |
| Ellen Zwilich                        | 4 | XXe siècle                   |